# Cóc núi miệng nhỏ
Cóc núi miệng nhỏ (danh pháp hai phần: Ophryophryne microstoma) là một loài lưỡng cư thuộc họ Cóc bùn (Megophryidae). Loài cóc này sống ở Trung Quốc, Thái Lan, Việt Nam và có thể cả ở Campuchia. Tại Việt Nam, có núi được phát hiện ở Mẫu Sơn (Lạng Sơn) và Bạch Mã (Thừa Thiên Huế). Nơi sinh sống của cóc núi là các khu vực rừng, sông, suối, đầm lầy và những vùng đất thấp ẩm ướt nhiệt đới và bán nhiệt đới.